# Caroline Ghosn
Pour les articles homonymes, voir Ghosn.
Caroline Ghosn (née le 29 janvier 1987) est une entrepreneuse et femme d'affaires basée aux États-Unis. 
En 2011, elle fonde Levo (anciennement Levo League), un réseau professionnel permettant d'aider la Génération Y (personnes nées entre 1980 et 2000) à évoluer dans le monde du travail, développer de nouvelles compétences et accélérer la création de son réseau. 
Caroline Ghosn est un membre actif de la communauté Global Shapers du Forum économique mondial. Elle a notamment pris la parole lors du Forum économique mondial organisé à Davos en 2014. En 2013, elle fut reconnue comme l’une des personnes les plus créatives dans le milieu des affaires par le magazine Fast Company.
Elle est l’aînée des enfants de Carlos Ghosn, ancien président-directeur général de Renault-Nissan-Mitsubishi, et de Rita Cordahi.

## Biographie

### Formation
Elle est lauréate d'une licence en économie politique internationale et en économie de l'environnement de l'Université Stanford en 2008,. Elle a également vécu dans six pays et parle quatre langues.

### Carrière
Après avoir obtenu son diplôme, elle travaille pour le cabinet de conseil en stratégie McKinsey en tant qu’analyste commercial puis chercheur en développement durable et productivité des ressources, spécialisé dans les technologies propres et l’environnement.  
En 2011, elle quitte son poste pour fonder Levo, un réseau professionnel proposant d'aider de la génération Y dans le développement de leur carrière. Après le lancement de Levo, elle fait partie des personnes les plus créatives du monde des affaires selon le magazine Fast Company . Sheryl Sandberg, ancienne directrice d'exploitation de Facebook, fait partie des investisseurs de Levo et semble avoir été un mentor personnel de Caroline Ghosn. 
Ghosn est la PDG et la présidente du conseil d'administration de Levo jusqu’en décembre 2019 quand l’entreprise fait faillite. Le réseau compte jusqu’à 9 millions de membres et 30 sections locales dans le monde,.
Dans le cadre de la série Office Hours de Levo, Caroline Ghosn interroge des hommes et des femmes d'affaires, et des personnes influentes, comme Warren Buffett le sénateur de New York Kirsten Gillibrand et la designer Nanette Lepore.
Elle participe régulièrement à des conférences internationales comme le Forum économique mondial en 2014, le sommet Big Bloom Summit de l'agence de presse Bloomberg, le Bootcamp des PDG d’American Express et la conférence Fun Fearless Life du magazine Cosmopolitan. 

## Vie privée et familiale
Caroline Ghosn est l'aînée des enfants de l'ancien PDG de Renault et Nissan, Carlos Ghosn et de Rita Khordahi. 
Elle a passé sa vie entre New York et San Francisco, où se trouvaient les bureaux de Levo.
Elle fut présentée en tant que débutante au Bal des Débutantes de Paris en 2006.